# 90453 Shawnphillips
90453 Shawnphillips este o planetă minoră (asteroid) din centura de asteroizi. A fost descoperită pe 6 februarie 2004 la Tenagra II Observatory⁠(d) de  și a fost numită după Shawn Phillips⁠(d). 
Obiectul prezintă o orbită caracterizată de o semiaxă mare de 3,0044315481005 UAi, o excentricitate de 0,097110763411194, o înclinație de 13,090336128317 ° în raport cu ecliptica.